# Ornithocheirus
Ornithocheirus var en flygödla som levde under krita, och det är en av de största pterosaurier som man känner till. Den hade en vingbredd på 12 meter, och man tror att den levde vid kusten och åt fisk.
När Dinosauriernas tid visades på BBC år 1999 fick Ornithocheirus ett stort framträdande i avsnitt 4.